# Meenikunno természetvédelmi terület
A Meenikunno természetvédelmi terület (észtül: Meenikunno looduskaitseala), korábban Meenikunno tájvédelmi körzet (Meenikunno maastikukaitseala) természetvédelmi terület Észtország délkeleti részén. Nagyobb része Põlva megye területén található, egy kisebb része átnyúlik Võru megyébe. 1981-ben hozták létre a Meenikunno mocsár körüli területen tájvédelmi körzetként a táj természeti értékeinek védelme, a védett fajok és mocsári élőhelyek megőrzése érdekében. 1999-ben 2651 hektárra növelték a területét. 2015-ben minősítették át természetvédelmi területté.
Területe 2991,3 ha, ebből a nyílt vízzel borított terület 36,3 ha.
Számos tó tartozik a természetvédelmi területhez. Közülük a legnagyobbak a Nohipalu Mustjärv, a Nohipalu Valgjärv, a Suur Suurjärv, valamint a Keskmane Suurjärv.
Középső részén kiépített túravonal van. A területen több kiépített táborozóhely és egy 11 m magas kilátó is található.